# Lucrecia Kasilag

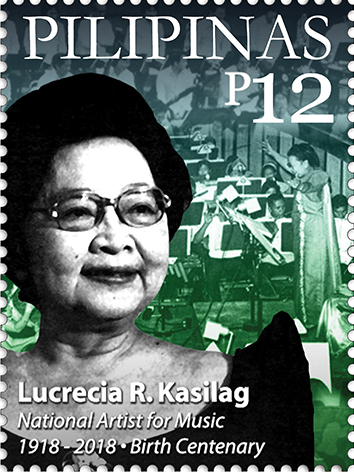
Postzegel naar aanleiding van de 100e verjaardag van de geboorte van Lucrecia Kasilag

Lucrecia Roces Kasilag (San Fernando, 31 augustus 1918 – Paco, 16 augustus 2008) was een Filipijns componist, muziekpedagoog en dirigent. In 1989 werd Kasilag, of Tita King zoals zij in de Filipijnen meestal werd genoemd, door de toenmalige president Corazon Aquino uitgeroepen tot nationaal kunstenaar van de Filipijnen.

## Levensloop
Kasilag volgde middelbaar onderwijs aan de Paco Elementary High School en studeerde vervolgens Engels aan de Philippine Women's University (PWU) in Manilla. Daar behaalde zij haar Bachelor of Arts summa cum laude behaalde. Verder studeerde zij aan het St. Scholastica’s College (SSC) in Manilla en behaalde daar haar diploma als muziekpedagoog. In 1949 behaalde zij wederom aan de Philippine Women's University (PWU) haar Bachelor-diploma Muziek. In hetzelfde jaar kreeg ze de mogelijkheid om met een studiebeurs van de Fulbright Foundation aan de befaamde Eastman School of Music in Rochester (New York) te gaan studeren. Daar volgde ze onder andere muziektheorie bij Allen I. McHose en compositie bij Wayne Barlow. In 1950 behaalde ze aan dit conservatorium haar Master of Arts.
In 1946 en 1947 doceerde zij piano en muziektheorie aan het St. Scholastica’s College (SSC) en aan het Conservatory of Music van de University of the Philippines. Van 1953 tot 1977 was zij decaan van de faculteit "Muziek en Schone Kunsten" van de Philippine Women's University (PWU). Na haar pensionering werd zij emeritus-decaan van de faculteit.
Ook naast haar functie als decaan van de Muziek en Kunstfaculteit heeft Kasilag zich veelvuldig ingezet voor de kunst en muziek in de Filipijnen. In 1957 was zij medeoprichter van het Bayanihan Folk Arts Center. De doelstelling van deze instelling was het onderzoeken en bevorderen van theateruitvoeringen en vooral dansuitvoeringen. Dat de Bayanihan Philippine Dance Company een van de artistiek en cultureel vooraanstaande groepen op de Filipijnen werd, is grotendeels te danken aan Lucrecia Kasilag. Van 1958 tot 1961 was zij vicepresident van de International Society for Music Education (ISME). In 1971 werd zij bestuurslid van de "Filipijnse federatie voor muziekopleidingen" en in 1975 werd ze eveneens bestuurslid van de Asian Composer's League, waarvan zij ook nog enige tijd de president was. Ook was ze president van het Cultural Center of the Philippines en bestuurslid van de "Federatie van Filipijnse componisten".
Kasilag is ere-doctor van de rechten van de Philippine Women's University (PWU) in Manilla.
Als componiste nam ze regelmatig authentieke Filipijnse instrumenten in haar werken op.

## Composities

### Werken voor orkest
- 1960 Divertissement, voor piano en orkest
- 1964 Legend of the Sarimanok, Suite in pentalogy voor kamerorkest en authentiek Filipijnseinstrumenten
- 1965 Misang Pilipino
- 1970 Amada, voor kamerorkest
- 1970 Pamana - An Allegory in music, dance and speech choir, voor de 50e verjaardag van de Philippine Women's University (PWU) in Manilla
- 1975 Paghahandog, voor orkest (voor het internationale jaar van de vrouw)
- 1975 Ode to CEU, voor kamerorkest
- 1975 Diversions, voor strijkers, harp, slagwerk en etnische instrumenten
- 1979 Concertante, voor piano, strijkers, koperblazers en slagwerk
- 1980 Paco Park Interlude, voor piano, strijkers en slagwerk
- 1981 Orientalia, suite voor piano, kamerorkest en Filipijnse slagwerk-instrumenten
- 1981 Peking Interlude, voor Kucheng en kamerorkest
- 1983 Concert nr. 1, voor viool en orkest
- 1984 Funfaire, voor orkest
- 1985 Serenade, voor strijkorkest
- 1994 Concert nr. 2 in g klein, voor viool en orkest, op. 241 - première: 30 augustus 1998, Cultural Center of the Philippines door Grigori Zhislin en het Filharmonisch Orkest van de Filipijnen o.l.v. Francisco Feliciano (opgedragen aan: Carmencita Lozada)
- 1998 Centennial Tribute to Filipino Womanhood, symfonische cyclus in 4 delen voor authentieke Filipijnse instrumenten en orkest - libretto: Ma. Paz D. Lagdameo
- Philippine Scenes
- Sisa

### Werken voor harmonieorkest
- 1958 Toccata, voor harmonieorkest
- 1958 March Royale and Moro Ceremonial, voor piano en harmonieorkest
- 1971 Halina't Maglaro, voor harmonieorkest
- 1976 Fanfare, voor harmonieorkest (geschreven voor het Eastman Wind Ensemble)
- 1989 Kleine Suite, voor groot koperensemble

### Missen, cantates en gewijde muziek
- 1950 Agnus Dei, voor gemengd koor
- 1953 Ave Maria, voor zangstem en piano
- 1963 Missa brevis, voor vrouwenkoor
- 1965 Requiem-Mass in Philipino, voor gemengd koor, gitaar en orgel
- 1966 Awit ng mga Awit, cantate voor sopraan, bariton, vrouwenkoor, mannenkoor, orgel en harmonieorkest - tekst: José Abriol en Dom Bernado Perez OSB (opgedragen aan: Francisca T. Benitez)
- 1967 Teacher, Dearly Beloved, cantate voor spreker, zingende en dansende koren, orgel, harp en slagwerk - tekst: Kahil Gibran "The Prophet", geadapteerd door Aurora C. Dino (opgedragen aan: Felicing Tirona)
- 1970 In Memoriam, voor vrouwenkoor - tekst: J. Mauricio Pimentel (opgedragen aan: Sr. Baptista Battig)
- 1971 Bagong Misa sa Libing, voor gemengd koor - tekst: Msgr. José Abriol
- 1975 Pinupuri Ka Namin (Te Deum), voor gemengd koor
- 1977 De Profundis, een Requiem in tien delen voor solisten, dubbelde koor en orkest
- 1981 Salmo I: Purihin si Yahweh, voor gemengd koor - tekst: Bijbel
- 1981 Salmo II: Panalanging Pangumaga (O Panginoon Ko), voor gemengd koor
- 1983 Hymns, voor gemengd koor
  1. O Dios Naming Mahal
  2. Purihin and Hari
  3. Si Jesus ay Nabuhay
  4. Ilapit kay Jesus
  5. Ipahayag sa Lahat
  6. Ang Kristianong Sambahayan
  7. Mahal ko ang Iglesia
  8. Sa Likod ng Karimlan
- 1984 Hymn to St. Michael the Archangel, voor gemengd koor
- 1985 Awit 119, voor kinderkoor
- 1986 Aguinaldo sa Nino, kerst-cantate voor kinderen - libretto: Rene O. Villanueva
- 1988 In the Beginning, oratorium-cantate voor bariton, solo kwartet, gemengd koor en orkest - libretto: Fred A. Tiburcio
- 1990 Benedictus Cantata (Canticle of Canticles), cantate voor solisten, gemengd koor, trompet, orgel en slagwerk - libretto: José R. Hernandez
- 1991 The Spiritual Canticle, oratorium voor sopraan, bas-bariton, gemengd koor, spreekkoor en dans en kamerorkest - libretto: naar Johannes van het Kruis
- 1994 Ang Buhay Kristiano sa San Antonio, voor gemengd koor
- Alleluia, voor gemengd koor
- Purihin Ang Panginoon (Mula sa Kapitulo 148: 1-5), voor gemengd koor

### Muziektheater

#### Opera's
| Voltooid in | titel                          | aktes    | première                                                | libretto                                                          |
| ----------- | ------------------------------ | -------- | ------------------------------------------------------- | ----------------------------------------------------------------- |
| 1976        | José, Aking Anak               | 4 scènes |                                                         | Leonor Orosa-Goquingco vertaling in Tagalog door Rolando S. Tinio |
| 1977        | Her Son, José                  | 2 scènes |                                                         | Leonor Orosa-Goquingco                                            |
| 1984        | Si Pagong at si Matsing        | 1 akte   |                                                         | Rene O. Villanueva                                                |
| 1986        | Ang Apoy ng mga Hayop sa Gubat |          |                                                         | Rene O. Villanueva                                                |
| 2007-2008   | Why Flowers Bloom In May,      |          | maart 2008, Manilla, Cultural Center of the Philippines | Fides Cuyugan Asencio                                             |

#### Zarzuelas
| Voltooid in | titel        | aktes | première | libretto          |
| ----------- | ------------ | ----- | -------- | ----------------- |
| 1973        | Ang Princesa |       |          | Julian E. Dakanay |

#### Balletten
| Voltooid in | titel                            | aktes   | première | libretto                                         | choreografie           |
| ----------- | -------------------------------- | ------- | --- | ------------------------------------------------ | ---------------------- |
| 1958        | Mindanao Myth: "Darangan"        |         | Davao City, Philippine Women's College door Mindanao Saga                                                                                                   | naar de Maranao epic                             | Lucrecia Reyes-Urtula  |
| 1958        | March Royale and Moro Ceremonial |         | | Leonor Orosa-Goquingco "Coronation Myth"         |                        |
| 1969        | Dularawan - "Golden Salakot"     |         | 8 september 1969, Manilla, Cultural Center of the Philippines (compositieopdracht van Imelda Marcos ter gelegenheid van de opening van het Cultural Center) | José Lardizabal naar een origineel Engels script |                        |
| 1970        | Noche Buena                      |         | |                                                  | Antonio Fabella        |
| 1971        | Halina't Maglaro                 |         | |                                                  | Rosalia Merino-Santos  |
| 1977        | Negosyante ng Venecia            |         | | Alice Reyes                                      |                        |
| 1990        | Ibong Adama                      | 3 aktes | | Nic Tiongson                                     | Edna Vida              |
| ?           | Putong Pula                      |         | |                                                  | Totoy de Oteyza        |
| ?           | The Bird and the Planter         |         | |                                                  | Leonor Orosa-Goquingco |
| ?           | Hope Re-Awakening                |         | |                                                  | Lucrecia Reyes-Urtula  |

#### Muziek voor toneelstukken
- 1961 Rizaliana - tekst: Rodrigo Perez III
- 1971 Principe Baldovino - tekst: Doreen G. Fernandez
- 1971 Itim Asu - tekst: Virginia Moreno
- 1972 Macario Sakay - tekst: Efren Yambot
- 1976 Bayan-Bayanan, 3 aktes - tekst: Bienvenido Noriega jr.
- 1976 Paano Man amg Ibig - naar William Shakespeare "As you like it" - vertaling in Tagalog: Rolando S. Tinio
- 1994 Trojan Women: Muslim-a-babai, voor zang en etnische instrumenten - libretto: Sedfrey Ordonez
- The Onyx Wolf - tekst: Virginia Moreno
- Mutter Courage und ihre Kinder - tekst: Bertolt Brecht

### Werken voor koren
- 1940 Babylon, voor vrouwenkoor
- 1950 Thanksgiving Song, voor vrouwenkoor - tekst: Gail Brook Burket
- 1956 Ode to Joy, voor vrouwenkoor - tekst: Rosita S. Penera
- 1957 Five Philippine Folk Songs, voor vrouwenkoor
  1. Dandansoy
  2. Manang Biday
  3. Si Nanay, si Tatay di co babayaan
  4. Atin cu pung singsing
  5. Chitchirit-sit
- 1958 Three Philippine Folk Songs, voor gemengd koor
  1. Ohoy, Alibangbang
  2. Pahimatorog
  3. Tilibum, tilibum, tilibum
- 1959 Two Humorous Tagalog Songs, voor gemengd koor
  1. Doon Po sa aming Maralitang Bayan
  2. Leron, Leron Sinta
- 1961 Give me the strength, voor gemengd koor - tekst: Rabindranath Tagore
- 1964 Ang Lamok, voor vrouwenkoor
- 1965 Filiasiana, een koraal dans caleidoscoop van Azië voor gemengd koor en Aziatische instrumenten
- 1965 Tinikling, voor vrouwenkoor
- 1965 Misang Philipino, voor gemengd koor, gitaar en orgel
- 1966 Ang Pamana, voor gemengd koor, orgel en orkest - tekst: Leticia P. de Guzman en José Lardizabal
- 1967 Renewal, voor gemengd koor - tekst: Aurora Dino
- 1969 Sa Inang Bayan Philipino, voor gemengd koor en orkest - tekst: Leticia P. de Guzman (opgedragen aan de Filipijnse President: Ferdinand Marcos)
- 1974 Misang Philipino nr. 2, voor gemengd koor
- 1974 Tayo'y Mangagsiawit, voor kinderkoor
- 1978 Pusong Ginto, voor gemengd koor en orkest - tekst: Rodolfo C. de Leon
- 1978 A Meditation for Children, voor gemengd koor
- 1979 Himig Kabataan, voor gemengd koor
- 1979 Five Songs for Saint Benedict, voor solisten, gemengd koor en orkest
- 1982 Bakit I, II, III, voor gemengd koor
- 1983 Esperanza, voor vrouwenkoor - tekst: Maksim Gorki
- 1983 Ang Buwan, voor kinderkoor - tekst: Domingo Landicho
- 1983 Kahapon, Ngayon at Bukas, voor gemengd koor - tekst: Rodolfo de Leon
- 1984 Purihin ang Diyos, voor gemengd koor
- 1985 Philippine Ethnic Song Cycle, voor kinderkoor
- 1988 Ode to Fulbrighters, voor gemengd koor en orkest - tekst: Isagani Cruz
- 1988 Three Ethnic Mindanao Songs, voor kinderkoor
  1. Pentik Manok (Bagobo)
  2. Sarampong (Maguindanao)
  3. Temanden (T'boli)
- 1989 Three Cordillera Airs, voor kinderkoor
- 1990 Four Cordillera Airs, voor kinderkoor
- 1990 Where the Mind is without fear, voor gemengd koor - tekst: Rabindranath Tagore
- 1995 Three Folksong Airs, voor solozang met gemengd koor
  1. Cordillera: Dangdang-ay - tekst: Ivy Violan
  2. Visayan: Dandansoy - tekst: Fides S. Cuyugan Asensio
  3. Mindanao: Linggisan/Kinjung - tekst: Lito Vale Cruz
- 1999 Hymn to a new Millennium, voor gemengd koor - tekst: Dr. Dolores Baja Lasan
- Kung Maari Sana (Titik ni Ric Alma), voor gemengd koor
- Three Ethnic Songs, voor kinderkoor

### Vokale muziek
- 1944 The Forget me not, voor sopraan en orkest (of piano)
- 1948 Zang Cyclus "Dawn-Noon-Night", voor zangstem en orkest - tekst: Leroy V. Brant
- 1950 Far meadows, voor sopraan en kwartet
- 1954 Paruparo at Uod, voor zangstem en strijkkwartet
- 1956 Love Songs, zang-cyclus voor zangstem en orkest (of strijkkwartet) - tekst: Tarrosa Subito
  1. Meeting
  2. Communication
  3. Wedding Day
  4. Fulfillment
  5. Evensong
- 1967 Trichotomy, voor zangstem, Aziatische orthodoxe instrumenten en geluidsband
- 1969 Two Love Songs in Monologue, voor zangstem, viool, cello, contrabas en piano
- 1969 Images: A Day's Span-Parody, voor zangstem, geprepareerd piano, dwarsfluit, strijkers, slagwerk en elektronica
- 1970 Anak ng Araw, voor bariton, dwarsfluit, althobo, cello, contrabas, gitaar en piano
- 1973 Dichotomy(?), voor sopraan, stemmen, orkest en Filipijnse Indigenieuze instrumenten
- 1975 Handog sa Kababaihan, voor zangstem en strijkorkest
- 1976 Alamat ng Mariang Makiling, suite voor sopraan, bas, gemengd koor en kamerorkest
- 1980 A Paean to PWU (Philippine Women's University) - a Wordless thanks, voor sopraan, orgel en strijkkwartet
- 1989 Pitong mga Pasalitang Awit, voor tenor en strijkorkest - tekst: R. S. Tinio
- 1998 Ang Basura, voor zangstem, gitaar, kulintang, dabakan en RAP - première: 30 december 1998 in de Quirino Grandstand Rizal Park
  1. Maraming Basura - tekst: Roy Alvarez
  2. Ang Basura, Bow - tekst: Odette Alcantara
- 1999 Animal Sense, suite voor solisten, driestemmig kinderkoor en piano - tekst: Fred A. Tiburcio
- The Forget-Me-Not, voor zangstem en orkest
- Usahay

### Kamermuziek
- 1963-1965 Piano kwintet
- 1965 International Interlude, voor hobo, fagot en piano
- 1966 Introduction and Frolic on a Tone Row, voor viool, cello en piano
- 1967 Whims and Repartee, voor viool, cello en piano
- 1968 To St. Cecilia, kwartet van houtblazers en geluidsband
- 1971 Essay to C.B.: Elegy and Eulogy, voor dwarsfluit, strijkers, piano en slagwerk
- 1971 Epitaph to T.C.B., voor dwarsfluit, strijkers, piano en slagwerk
- 1973 Five Portraits, parodie voor twee geprepareerde piano's, kubing, gongs en transistor
- 1975 Kori-Kori (Haro-Haro), voor Koto
- 1985 Trio, voor viool, cello en piano
- 1987 Fanfare and Rondo, voor koperkwintet
- 1999 millennium Strijkkwartet in drie bewegingen
- Fantaisie on a 4-Note Theme

### Werken voor jazz-ensemble
- 1982 East Meets Jazz Ethnika

### Werken voor orgel
- 1955 Serpent Dance, voor orgel en slagwerk
- 1965 Evocative
- 1978 Five Psalms nr. 5, 8, 22, 149 and 180, voor spreker, orgel, blazers, slagwerk en tokkelinstrumenten (gecomponeerd voor het "3e Las Piñas Bamboo Organ Festival" februari 1978)

### Werken voor piano
- 1940-1941 Spinning Song
- 1940-1941 Prelude and Fugue
- 1940-1941 Sonata quasi una Fantasia
- 1940-1941 Nocturne in As
- 1940-1941 Valse tendresse
- 1941 April Morning (Fantasie Tone-Poem) (gebaseerd op een gedicht van Angela Manalang-Gloria)
- 1941 Variaties op een Filipijns lied "Si Nanay, si Tatay di co Babayaan"
- 1949 Philippine suite
  1. Allemande
  2. Courante
  3. Sarabande
  4. Minuet
  5. Gigue
- 1950 Passacaglia
- 1950 Rondo in e klein
- 1950 Sonata in g klein
- 1950 Theme and Variations (gebaseerd op een Filipijns folk tune “Walay Angay”)
- 1957 Burlesque
- 1957 Alitaptap
- 1960 Elegy
- 1961 Derivation I: Buphali raga, voor geprepareerd piano
- 1961 Sonate Orientale
- 1962 Fantasie over een Muslimisch thema
- 1963 Derivation II: Shalom-Aloha, voor geprepareerd piano
- 1966 Derivation III: Hendai-Hogaku, voor geprepareerd piano
- 1969 Derivation IV: Orientalia, voor geprepareerd piano
- 1976 Homage to Sr. Baptista Battig, voor twee piano's
- 1979 Ang Tagak: Valse Lamentoso
- 1980 Scherzino 1980
- 1981 Rondeau 1981
- 1981 Derivation V: Caprice 1982, voor geprepareerd piano
- 1989 Derivation VIII: for St. Cecilia's Concert (opgedragen aan het piano duo Della G. Besa en Mary Ann Armovit)
- 1991 Elegy on Mt. Pinatubo
- 1994 Serendipity (opgedragen aan Dr. Helena Z. Benitez voor haar 80e verjaardag)
- 1999 Liebeslied: Love's Query (t.g.v. de 85e verjaardag van Dr. Helena Z. Benitez op 27 juni 1999)

### Werken voor harp
- 1981 Diversion II, voor vier harpen

### Werken voor gitaar
- Prelude Etnika and Toccata

### Orkest met authentieke Filipijnse instrumenten
- 1963 Improvisations on Maranao Themes (for Moslem gamelan)
- 1970 Improvisaties nr. 2, voor Moslem gamelan en tipangklong
- 1972 Ekologie I: On a Day-Off, voor geluidsband en authentieke Filipijnse instrumenten
- 1972 Games: Tayo'y Mag-aliw, voor gemengd koor en authentieke Filipijnse instrumenten
- 1974 Improvisaties nr. 3, voor Moslem gamelan en tipangklong
- 1979 Ekologie II
- 1981 Ekologie III
- 1983 Ekologie IV
- 1984 Ekologie V
- 1985 Ekologie VI
- 1985 Ekologie VII
- 1989 Ekologie VIII
- 1989 Ekologie IX
- 1997 Kabayanihan: Saludo (Kataastaasan, Kagalang-galang)

### Filmmuziek
- 1960 Shell Documentary
- 1981 Way-Waya
- 1983 Hula

## Publicaties
- Lucrecia Roces Kasilag: My Story, autobiografie, Manila, The Philippines Women University System, 2000